# Roberto Alatorre
Roberto Alatorre, auch bekannt unter dem Spitznamen Cacho, ist ein ehemaliger mexikanischer Fußballspieler auf der Position des Torwarts.

## Leben
In der Saison 1961/62 spielte Alatorre nachweislich für den Aufsteiger CD Nacional, der bis 1965 in der ersten Liga vertreten war.
Zwischen 1967 und 1971 stand „Cacho“ Alatorre beim CD Cruz Azul unter Vertrag. Mit den Cementeros gewann Alatorre dreimal in Folge den CONCACAF Champions Cup, zweimal die mexikanische Meisterschaft sowie je einmal den mexikanischen Pokalwettbewerb und den Supercup.

## Erfolge
- Mexikanischer Meister: 1968/69, México 70
- Mexikanischer Pokalsieger: 1969
- Mexikanischer Supercup: 1969
- CONCACAF Champions Cup: 1969, 1970, 1971